# Dalane Station
Dalane Station (Dalane holdeplass) er en tidligere jernbanestation på Sørlandsbanen, der ligger i Kristiansand kommune i Norge. Stationen åbnede som trinbræt under navnet Krossen omkring 1939. 1. juni 1949 skiftede den navn til Dalane, og 15. juni 1951 skiftede den status til togfølgestation.
Dalane er udgangspunkt for den 1,1 km lange forbindelsesbane Dalane–Suldallinjen til Suldal, der gør det muligt for godstog at køre udenom Kristiansand Station, der er en sækbanegård. Banen blev taget i brug i 1943 i forbindelse med en forlængelse af Sørlandsbanen.